# Завилькуватість

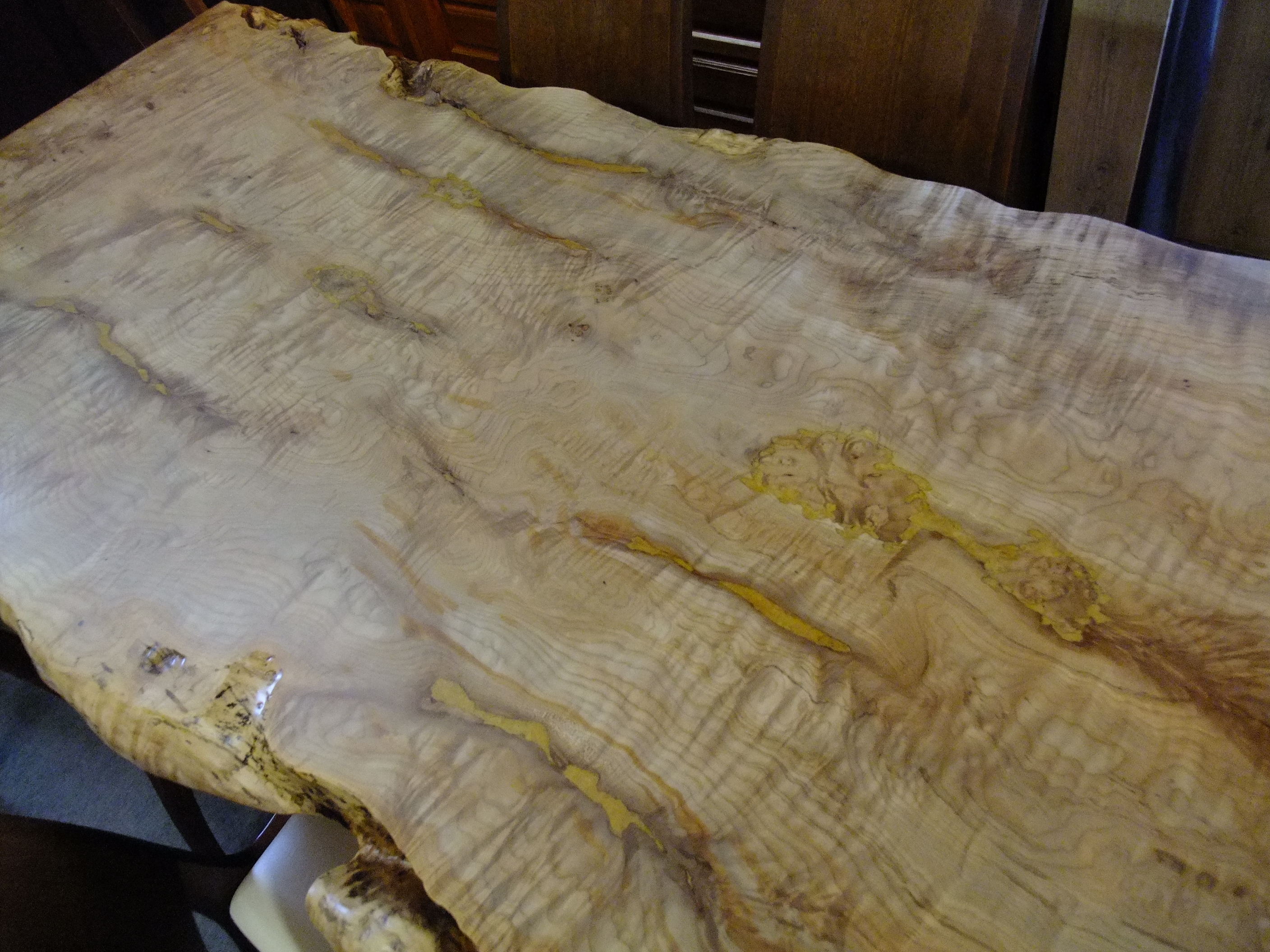
Хвиляста завилькуватість у клена

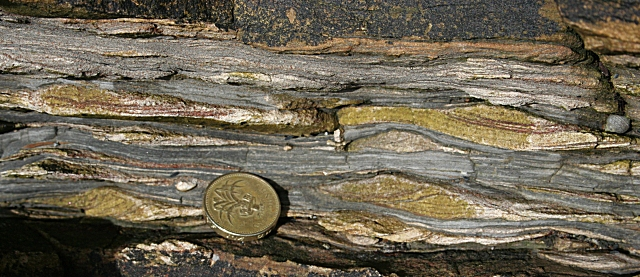
Завилькувата (флазерна) структура.

Завилькуватість — термін у дендрології і мінералогії.

## Дендрологія
Завилькуватість — вада деревини, що полягає у хвилястому або безладному розташуванні волокон деревини. Розрізняють хвилясту завилькуватість — з більш-менш правильним розташуванням волокон; і путану завилькуватість — з безладним розташуванням волокон.
Від завилькуватості слід відрізняти косошарість — гвинтоподібне розташування, нахил волокон.

## Мінералогія
Завилькуватість (рос. свилеватость, англ. knaggicity, нім. Drehwüchsigkeit f, Wimmer m) — у мінералогії — мозаїчна будова мінералів, яка виникає при їх рості з одного кристалічного зародка, наприклад, безперервні дендритоподібні утворення.
Завилькуваті мінерали складаються з багатьох субпаралельних блоків і виявляються за мозаїчною будовою граней, а також по звивистих лініях (струминках) на місці свіжого сколу.